# Chaîne Selkirk
La chaîne Selkirk est une chaîne de montagnes couvrant la partie septentrionale de l'Idaho (l'Idaho Panhandle), l'Est de l'État de Washington aux États-Unis et le Sud de la Colombie-Britannique au Canada. Elle fait partie de la chaîne Columbia.
La chaîne de Selkirk est nommée d'après Thomas Douglas, 5e comte de Selkirk.